# Valeriu Muravschi
Valeriu Tudor Muravschi (né le 31 juillet 1949 à Sirota (en) en RSS moldave (URSS)) et mort le 8 avril 2020 à Chișinău est un homme politique moldave.
Il a été le premier Premier ministre de Moldavie à la chute de l'URSS entre 1991 et 1992.

## Biographie
Valeriu Muravschi est né à Sirota dans le district d'Orhei le 31 juillet 1949. Il est diplômé de la faculté d'économie de l'Institut polytechnique Sergei Lazo de Chișinău.
Après son diplôme, Valeriu Muravschi a occupé une série d'emplois dans divers ministères de l'économie de la RSS de Moldavie : il a été économiste principal au Comité d'État des prix de 1971 à 1976, chef de la section des prix du ministère de l'Industrie des matériaux de construction de 1976 à 1984, chef du ministère des Finances de 1984 à 1988 et enfin directeur de la direction de 1988 à 1990.
Il est ensuite entré au cabinet de Mircea Druc et a occupé les postes de vice-Premier ministre et ministre des Finances de 1990 à 1991. Il a été nommé Premier ministre de la Moldavie en 1991.